# Mike Paradinas
Mike Paradinas (n. 1971), conegut també sota el pseudònim µ-Ziq (un joc de paraules, ja que la pronunciació és igual a music) i altres noms artístics, és un músic britànic del camp de la música electrònica,
Paradinas va néixer en Charing Cross, Londres, Anglaterra i començà tocant el teclat en la dècada dels 80 mentre escoltava altres bandes de música com The Human League i Heaven 17. Paradinas s'uní més tard a unes quantes bandes durant els 80, va estar vuit anys en els teclats del grup Blue Innocence.
Durant aquest període Paradinas va estar gravant la seua pròpia música sintetitzada en una gravadora de quatre pistes. En 1995, el grup Blue Innocence es va dissoldre. Paradinas i el germà del bateria Francis Naughton, van comprar un programari de seqüenciació i pregravaren algunes de les antigues cançons de Paradinas. Més tard Richard D.James també conegut com a Aphex Twin escoltà algunes d'aquestes cançons i van estar d'acord a llançar la seua música baix Rephlex Records amb l'alies µ-Ziq.
Paradinas és actualment l'amo de Planet Mu, una discogràfica per a música electrònica que agrupa a músics com Capitol K, Datach'i, Luke Vibert i Venetian Snares.

## Discografia

### Com µ-Ziq
Àlbums
- Tango N' Vectif (novembre de 1993)
- Bluff Limbo (maig de 1994)
- In Pine Effect (octubre de 1995)
- Lunatic Harness (juliol de 1997)
- Royal Astronomy (juliol de 1999)
- Bilious Paths (maig de 2003)
- Duntisbourne Abbots Soulmate Devastation Technique (agost de 2007)

EPs & Singles
- PHI*1700 U/V (1994)
- The Auteurs Vs µ-Ziq (1994)
- Salsa With Mesquite (1995)
- Urmur Bile Trax Volume 1 & 2 (1997)
- My Little Beautiful (1997)
- Brace Yourself (1998)
- The Fear (1999)
- Ease Up (2005)

### Com Tusken Raiders / Rude Ass Tinker
- Bantha Trax (1995)
- Bantha Trax Vol. 2 (1999)
- The Motorbike Track (1999)
- Imperial Break (2001)

### Com Jake Slazenger
- Makesaracket (1995)
- Megaphonk (1995)
- Nautilus (1996)
- Das Ist Ein Groovybeat, Ja? (1996)
- Pewter Dragón (2006)

### Com Kid Spatula
- Spatula Freak (1995)
- Full Sunken Breaks (2000)
- Meast (2004)

### Com Gary Moscheles
- Shaped to Make Your Life Easier (1996)

## Col·laboracions

### Diesel M (amb Marco Jerrentrup)
- M for Multiple (1993)
- M for Mangoes (1995)

### Mike & Rich (ambAphex Twin)
- Expert Knob Twiddlers (1996)

### Slag Boom Van Loon (amb Speedy J aka Jochem Paap)
- Slag Boom Van Loon (1998)
- So Soon (2001)